# گنداب (ساری)
گنداب، روستایی است از توابع بخش چهاردانگه شهرستان ساری در استان مازندران ایران میباشد.

## جمعیت
این روستا در دهستان چهاردانگه قرار داشته و براساس آخرین سرشماری مرکز آمار ایران که در سال ۱۳۸۵ صورت گرفته، جمعیت آن ۹۶نفر (۳۲خانوار) بوده‌است.